# A 3-test-probléma
A 3-test-probléma egy 2024-es amerikai sci-fi sorozat, melyet David Benioff, D. B. Weiss és Alexander Woo alkottak meg, Liu Ce-hszin író Hugo-díjas A háromtest-probléma című regénye alapján. Ez a mű második televíziós adaptációja a 2023-as kínai sorozat után. A Netflixen debütált az első évad mind a nyolc része 2024. március 21-én, magyar szinkronnal. A sorozat pozitív kritikákat kapott, berendelték a második illetve a harmadik évadát is, mellyel a komplett A Föld múltjának emlékezete regénytrilógiát feldolgozzák.

## Cselekmény
Je Vencsie, egy asztrofizikus, aki látta, ahogy az apját halálra verik a kínai kulturális forradalom idején, bekerül a hadseregbe, ahol szaktudása miatt egy távoli, titkos katonai bázisra kerül. Itt az idegen civilizációkkal történő kapcsolatfelvétellel kísérleteznek, amiben Je áttörést ér el, és tettének következményeképp a jelenben egy csapat tudós furcsa jelenségeket tapasztal – az emberiségre pedig nagy veszély leselkedik.

## Szereplők
- Jovan Adepo mint Dr. Saul Durand
- John Bradley mint Jack Rooney
- Rosalind Chao mint a felnőtt Dr. Je Vencsie
  - Zine Tseng mint a fiatal Je Vencsie
- Liam Cunningham mint Thomas Wade
- Eiza González mint Dr. Augustina „Auggie” Salazar
- Jess Hong mint Csin Cseng
- Marlo Kelly mint Tatiana Haas
- Alex Sharp mint Will Downing
- Sea Shimooka mint Sophon
- Saamer Usmani mint Prithviraj „Raj” Varma
- Benedict Wong mint Clarence Shi
- Jonathan Pryce mint Mike Evans

## Epizódok
|  | Alább a cselekmény részletei következnek! |

| # | Cím                                             | Rendező        | Író                                         | Premier                             |
| --- | ----------------------------------------------- | -------------- | ------------------------------------------- | ----------------------------------- |
| 1. | Visszaszámlálás (Countdown)                     | Derek Tsang    | David Benioff & D. B. Weiss & Alexander Woo | 2024. március 21. 2024. március 21. |
| Az 1960-as években, a kínai kulturális forradalom idején Je Vencsie végignézi, ahogy feltüzelt egyetemisták halálra verik egy megszégyenítés keretében az apját. Munkatáborba kerül, ahol kap egy példányt Rachel Carson Néma tavasz című könyvéből, amit megtalálnak nála. Átszállítják egy elhagyatott helyen található katonai bázisra, ahol titkos projekten dolgoznak: idegen világokkal történő kapcsolatfelvétellel kísérleteznek. A jelenben Vera Ye (Je Vencsie lánya), az oxfordi fizikus váratlanul öngyilkos lesz. Korábbi diákjai, Auggie Salazar, Jack Rooney, Csin Cseng, Saul Durand, és Will Downing arról beszélnek, hogy a legutóbbi kísérleteinek mennyire nem volt értelmük. Clarence Shi, a stratégiai hírszerzés egyik ügynöke további tudós-öngyilkosságokról kap hírt. Felfedezi, hogy többüknek a birtokában volt egy különleges virtuális valóság-headset. Je felajánlja Vera headsetjét Csin Csengnek, ezalatt Auggie egy visszaszámlálást kezd el látni a szeme előtt. Egy számára ismeretlen nő, bizonyos Tatjána azt mondja, hogy ha azt akarja, hogy megálljon a visszaszámlálás, nyomban abba kell hagynia a nanoszálak terén végzett kutatásait. Hogy meggyőzze arról, hogy igazat mond, azt mondja neki, hogy másnap pontban éjfélkor nézzen fel az égre. Ő és Saul együtt nézik, ahogy a megadott időpontban a fizika törvényszerűségeit meghazudtoló módon elkezdenek az égen vibrálni a csillagok, pontosan úgy, ahogy a visszaszámláló is. |                                                 |                |                                             |                                     |
| 2. | Vörös part (Red Coast)                          | Derek Tsang    | Rose Cartwright                             | 2024. március 21. 2024. március 21. |
| Az 1970-es években Je tovább dolgozik a rádióállomáson, és rájön, hogy a Nap energiáját hasznosítani tudná a rádiójelek felerősítésére. Nem kapja azonban meg a támogatást, politikai áthallások miatt. Magától mégis megpróbálja, és egy üzenetet küld szét az univerzumban. Később találkozik Mike Evansszel, aki radikális környezetvédő, majd az apjának a gyilkosával, aki a legcsekélyebb megbánást sem tanúsítja. Je váratlanul választ kap egy idegen civilizáció pacifista képviselőjétől, aki közli vele, hogy semmiképp ne válaszoljon az üzenetére, mert az alapján be tudják mérni a Földet, és a faja le fogja őket igázni. Je, aki kiábrándult az egész emberiségből, és úgy véli, hogy képtelenek vagyunk megmenteni magunkat, úgy dönt, hogy mégis válaszol és azt kéri, hogy jöjjenek ide. A jelenben tovább zajlik Auggie visszaszámlálása, majd amikor már csaknem a végén jár, hirtelen pánikba esik és leállítja a nanoszálas kísérleteit - a visszaszámlálás pedig csakugyan eltűnik. Csin felveszi a VR-eszközt, amely nem más, mint egy játék. Megmutatja Jacknek, aki hiába veszi fel, a játék kidobja őt. Később azonban ő is kap egy saját példányt egy meghívóval. Will elmondja Jacknek, hogy hasnyálmirigyrákban haldoklik. |                                                 |                |                                             |                                     |
| 3. | Világok pusztítója (Destroyer of Worlds)        | Andrew Stanton | Alexander Woo                               | 2024. március 21. 2024. március 21. |
| Auggie felfedezi Jack headsetjét és felveszi, de az kidobja őt - nem tudja ugyanis, hogy csak a meghívottak játszhatnak vele. Megkéri Csint és Jacket, hogy ne használják, de ők nem hallgatnak rá. Auggie megpróbál visszatérni a munkájához, de a visszaszámlálás azonnal újraindul, amint megtenné. Kiderül, hogy a headseteket Mike Evans küldi szét, aki azóta dúsgazdag mágnás lett és rendszeres kapcsolatban áll az idegenekkel. Csin és Jack együtt játszanak a játékkal, amelynek első három szintjét végig is viszik azáltal, hogy civilizációk pusztulásának okait fejtik meg. A negyedik szint a valódi világban zajlik: Tatjána jelenik meg előttük, aki egyetlen kamera képén sem látszik. Mint kiderül, a játékban egy idegen civilizáció fejlődését kísérhették figyelemmel egy három csillagból álló rendszerben, amely a háromtest-probléma megoldásával próbálkozott - négy fényévnyire vannak a Földtől, és egyenesen ide tartanak. Jack ezt nem hajlandó elhinni és távozik, Tatjána pedig később meggyilkolja. |                                                 |                |                                             |                                     |
| 4. | Urunk (Our Lord)                                | Minkie Spiro   | Madhuri Shekar                              | 2024. március 21. 2024. március 21. |
| 1985-ben Mike Evans elviszi Jet az Atlanti-óceánon található hajójára, az Ítéletnapra, mely fejlett kommunikációs rendszerekkel van ellátva. Ennek segítségével tud kapcsolatba lépni az idegenekkel, akiket trisolarisiaknak hívnak. 2024-ben, Jack halála után Thomas Wade és Clarence Csin segítségével akarnak bejutni Evans szervezetébe, hogy információkat szerezhessenek. Csin találkozik is Jevel, aki felfedi előtte a titkos céljukat: mint a mozgalom vezetője, az a célja, hogy az idegenek ideérkezzenek és átvegyék a hatalmat. A találkozónak a brit titkosszolgálat vet véget. Mikor rájön, hogy Csin egy kém, Tatjána végezni akar vele, ami lövöldözésbe torkollik. Tatjána megmenekül ugyan, de Jet és a kultusz vezetőit elfogják. Ezalatt Evans a Piroska és a farkas című mesét magyarázza el az idegeneknek, akik nem képesek értelmezni a fikció fogalmát, és azt a következtetést vonják le belőle, hogy az emberiséggel, annak megbízhattalan természete miatt, nem lehetséges együttélni. |                                                 |                |                                             |                                     |
| 5. | Ítéletnap (Judgment Day)                        | Minkie Spiro   | David Benioff & D. B. Weiss                 | 2024. március 21. 2024. március 21. |
| Clarence kihallgatja Jet, aki közli, hogy az idegenek hagyták, hogy letartóztassák őt, mert többé már nem hasznos számukra. Az Ítéletnap épp a Panama-csatornán készül áthajózni. Wade Auggie és egy csapat segítségével meg akarja szerezni az adatokat a fedélzetről. Ehhez Auggie nanoszálakkal kapcsolatos fejlesztéseit veszik igénybe, melyek vízszintesen felszeletelik a komplett hajót, mindenkinek, köztük Evansnek a halálát okozva ezzel. Megtalálják az adatokat tartalmazó lemezt és képesek hozzáférni a tartalmához. Wade lejátssza Jenek azt a felvételt, ahol az idegenek összezavarodnak attól, hogy az emberek képesek hazudni is. Csin és Wade megfejtik az adatokat és rájönnek, hogy az idegenek képesek többdimenziós proton-szuperszámítógépek, úgynevezett szofonok építésére, amelyek a részecskegyorsítókban található anomáliákért is felelnek. Így akarják a trisolarisiak megakadályozni, hogy az emberiség technológiaiag elég fejlett legyen, mire ők megérkeznek. Nem sokkal ezt követően a világ összes képernyőjén egyszerre jelenik meg a BOGARAK VAGYTOK felirat, majd egy szofon kiterül az egész Föld felett és egy hatalmas szem alakját veszi fel, hogy demonstrálja, mire képesek az idegenek. |                                                 |                |                                             |                                     |
| 6. | Célunk: a csillagok (The Stars Our Destination) | Minkie Spiro   | Alexander Woo                               | 2024. március 21. 2024. március 21. |
| Világszerte hatalmas pánikot kelt az idegenek akciója. Wade és a Bolygóvédelmi tanács egy csapat tudóst gyűjt maga köré, hogy módot találjanak az idegenek kijátszására. Kiszámolják, hogy ha a hajóik a fénysebesség 1 százalékával képesek lennének haladni, akkor 200 év múlva le tudnak csapni az érkező hajókra. Ennek érdkeében Csin bemutatja legújabb tervét: a nukleáris robbanófejekkel és napvitorlával gyorsított szondát. A projekthez csatlakozik Raj, Csin barátja is. Auggie, akit valósággal sokkolt a nanoszálas technológiájával elkövetett pusztítás, depresszióba esik és nem akarja tovább folytatni a projektet. Clarence megkérdezi Jetől, hogy Vera miért lett öngyilkos - mint kiderül, a lánya megtudta, hogy Je mit kommunikál az idegenekkel. Clarence elengedi őt, de ráállít egy embert, hogy mindig tudjon a hollétéről. Betegsége és gyógyszeres kezelése miatt Will hallucinálni kezd és a Csin iránt érzett viszonzatlan szerelme okán „megvásárolja” neki a DX3906 nevű csillagot. |                                                 |                |                                             |                                     |
| 7. | Csakis előre! (Only Advance)                    | Jeremy Podeswa | David Benioff & D. B. Weiss                 | 2024. március 21. 2024. március 21. |
| Csin megkapja a dokumentumot, névtelenül, amely alapján a DX3906-os csillag az övé lett. Wade bemutatja a kriogenika terén elért áttörést: a használható hibernációs kamrákat. Ő maga is azt tervezi, hogy egy ilyen eszközzel várja meg azt a 400 évet, ami hátravan az idegenek érkezéséig. Közben kiderül, hogy az indítani tervezett szondát a rendelkezésre álló eszközök csak korlátozott tömeggel tudják útnak indítani, azaz egy embert nem, csak egy emberi agyat tud magával vinni. Mivel Will úgyis haldoklik a rák miatt, Wade azt ajánlja, jelentkezzen ő önkéntesnek erre a célra. Auggie nyilvánosságra hozza a kutatásait majd elhagyja az országot. Je találkozik Saullal és egy vicc formájában adja át a kozmikus szociológiával kapcsolatos tudását, amit az idegenek nem tudnak dekódolni. Will beleegyezik a projektben részvételbe, és amikor Csin megtudja, kitől is kapta a csillagot, egyenesen rohan hozzá a kórházba, de már későn ér oda. Je visszatér Kínába, ahol Tatjána várja, aki az idegenek utasítására megöli őt. |                                                 |                |                                             |                                     |
| 8. | Falnéző (Wallfacer)                             | Jeremy Podeswa | David Benioff & D. B. Weiss                 | 2024. március 21. 2024. március 21. |
| Saul szeretőjét halálra gázolják a szeme láttára, ami Clarence szerint egy merényletkísérlet volt ellene. Ezért a férfit védőőrizet alá veszi, majd elviszi az ENSZ által finanszírozott Falnéző projekthez. Őt választják ugyanis ki kát másik emberrel együtt, hogy az idegeneket kijátszva csak a saját elméjük használatával dolgozzanak ki megoldásokat. Saul visszautasítja a lehetőséget, és el akarja hagyni az épületet, ám ekkor egy mesterlövész rálő. Ennek hatására átgondolja, hogy vajon miért is akarnak vele végezni az idegenek, és rájön, hogy talán amiatt, amire képes. Ezalatt Wade és Csin figyelik, ahogy Will agyát kilövik egy szondával az idegenek felé, azt remélve, hogy ők majd képesek lesznek a testét rekonstruálni. A kilövés azonban balul sül el és a szonda letér a pályájáról. Clarence elviszi Csint és Sault egy kabócarajzás megfigyelésére, hogy megmutassa: habár az emberek megpróbálták kiirtani a rovarokat, azok szívóssága miatt sosem járhattak eredménnyel - és az emberiség is pontosan ilyen szívós, ha az idegenekről van szó. |                                                 |                |                                             |                                     |

## Készítése
2020 szeptemberében jelentették be, hogy David Benioff és D. B. Weiss sorozatadaptációt készítenek a Netflix számára a regényből, társírójukkal, Alexander Woo-val. A sorozat producere lett még Rosamund Pike, akitől a megfilmesítés ötlete származott. Ugyan hivatalosan nem erősítették meg, hogy folytatnák, de elmondásuk szerint a teljes trilógia megfilmesítését szeretnék, ami három vagy még több évadot is jelentene.
2020 karácsonyán Lin Csit, a Yoozoo Games alapítóját és a sorozat vezető producerét holtan találták, miután megmérgezték – rajta kívül pedig még négy másik embert kórházba szállítottak. A Yoozoo Games egyik vezetőjét, Hszü Jaót 2024 márciusában ítélték halálra, egy nappal a sorozat bemutatója után. Lin vásárolta meg a könyvjogokat, Hszü pedig, mint Lin ügyvédje, 2017-től kezdve segített kezelni azokat – a mérgezéssel az volt a célja, hogy ezeket megkaparintsa.
2021 augusztusában Eiza González csatlakozott a stábhoz, Derek Tsangról pedig bejelentették, hogy ő fogja rendezni a pilot epizódot. A főszereplők személyét 2021 októberében erősítették meg, 2022 júniusában pedig Jonathan Pryce, Rosalind Chao, Ben Schnetzer és Eve Ridley csatlakozását.
A munkálatok 2021. november 8-án kezdődtek, a forgatás az Egyesült Királyságban zajlott.